# Circuito Choqueiro
Der Circuito Choqueiro ist eine Motorsport-Rennstrecke in der Autonomen Gemeinschaft Galicien in Nordwest-Spanien. Sie liegt etwa 15 Kilometer NWN der Stadt Ourense und 4 km östlich der Gemeinde San Cristovo de Cea beim Dorf Toubes und ist die einzige Motorsportstrecke in der Region.

## Streckenbeschreibung
Die Strecke wurde 2011 vom Rennfahrer Jesús Vázquez Fernández «Choqueiro» und seiner Familie gebaut. Die anfänglich als Schotterpiste ausgelegte Anlage wurde später asphaltiert und weist eine Länge von 900 m auf von denen 300 m auch alternativ auf Schotter verlegt werden können. Über eine Kurzanbindung kann die Strecke um weitere 100 m verkürzt werden. Die Hauptgerade ist 145 Meter lang und die maximale Breite der Strecke beträgt 9 Meter. Die Strecke weist eine maximalen Steigung von 9,5 % auf. Der Kurs hat 8 Kurven und kann auch für Rallye-, Karting-, Drifting- und Supermoto-Veranstaltungen genutzt werden. Sie lässt sich in beide Richtungen  - mit und gegen den Uhrzeigersinn - befahren.

## Veranstaltungen
2020 und 2021 wurden während der COVID-19-Pandemie mehrere 6-Stunden-Clubrennen für Automobile auf der kurzen Strecke veranstaltet.